# The Osmonds
The Osmonds – amerykańska familijna grupa popowa, popularna w latach 70. Początkowo w skład zespołu wchodzili bracia: Alan Ralph, Melvin Wayne, Merrill Davis i Jay Wesley Osmond, którzy występowali już w latach 60. Największą popularność zdobyli jednak w następnej dekadzie, kiedy to do zespołu dołączyli bracia: Donny i Jimmy oraz siostra Marie. 
Największe przeboje: „One Bad Apple”, „Double Lovin”, „Crazy Horses”, „Go Away Little Girl”, „Down by the Lazy River”, „Puppy Love”, „The Twelfth of Never”, „Love Me for a Reason”, „Long Haired Lover from Liverpool”.
Członkowie rodziny Osmondów są wyznawcami Kościoła Jezusa Chrystusa Świętych w Dniach Ostatnich.